# Tetrastichus chakrataensis
Tetrastichus chakrataensis is een vliesvleugelig insect uit de familie Eulophidae. De wetenschappelijke naam is voor het eerst geldig gepubliceerd in 1993 door Khan & Sushil.